# Saccopteryx canescens
Saccopteryx canescens (Thomas, 1901) è un pipistrello della famiglia degli Emballonuridi diffuso nell'America meridionale.

## Descrizione

### Dimensioni
Pipistrello di piccole dimensioni, con la lunghezza della testa e del corpo tra 35 e 45 mm, la lunghezza dell'avambraccio tra 35,8 e 41 mm, la lunghezza della coda tra 13 e 17 mm, la lunghezza del piede tra 6,5 e 8 mm, la lunghezza delle orecchie tra 11 e 14 mm e un peso fino a 3 g.

### Aspetto
La pelliccia è soffice, densa e si estende sulle membrane alari fino all'altezza dei gomiti e delle ginocchia. Le parti dorsali sono bruno-grigiastre o brunastre cosparse di peli argentati, con due strisce biancastre poco visibili che si estendono dalle spalle fino alla groppa, mentre le parti ventrali sono leggermente più chiare. Il muso è appuntito, con il labbro superiore che si estende leggermente oltre quello inferiore, le narici sono ravvicinate, si aprono frontalmente e sono separate da un solco verticale. Gli occhi sono relativamente grandi. Le orecchie sono corte, strette, ben separate tra loro, arrotondate, rivolte all'indietro e con una concavità sul bordo esterno appena sotto l'estremità arrotondata. Il trago è stretto, diritto e con l'estremità arrotondata. Le membrane alari sono bruno-nerastre e attaccate posteriormente sulle caviglie. È presente una sacca ghiandolare tra l'avambraccio è il primo metacarpo con l'apertura anteriore, ben sviluppata nei maschi, più rudimentale nelle femmine. La coda è lunga e fuoriesce dall'uropatagio a circa metà della sua lunghezza. Il calcar è lungo. Il cariotipo è 2n=24 FNa=38.

## Biologia

### Comportamento
Si rifugia in gruppi fino a 15 individui tra gli ammassi rocciosi.

### Alimentazione
Si nutre di insetti.

## Distribuzione e habitat
Questa specie è diffusa nella parte settentrionale dell'America meridionale fino al Perù orientale e il Brasile settentrionale.
Vive in aree aperte. 

## Tassonomia
Sono state riconosciute 2 sottospecie:
- S.c.canescens: Colombia, Venezuela, Guyana, Suriname, Guyana francese, Perù orientale, stato brasiliano di Pará;
- S.c.pumila (Thomas, 1914): Venezuela centro-orientale.

## Conservazione
La IUCN Red List, considerato il vasto areale, classifica S.canescens come specie a rischio minimo (Least Concern)).